# Baptiste Butto

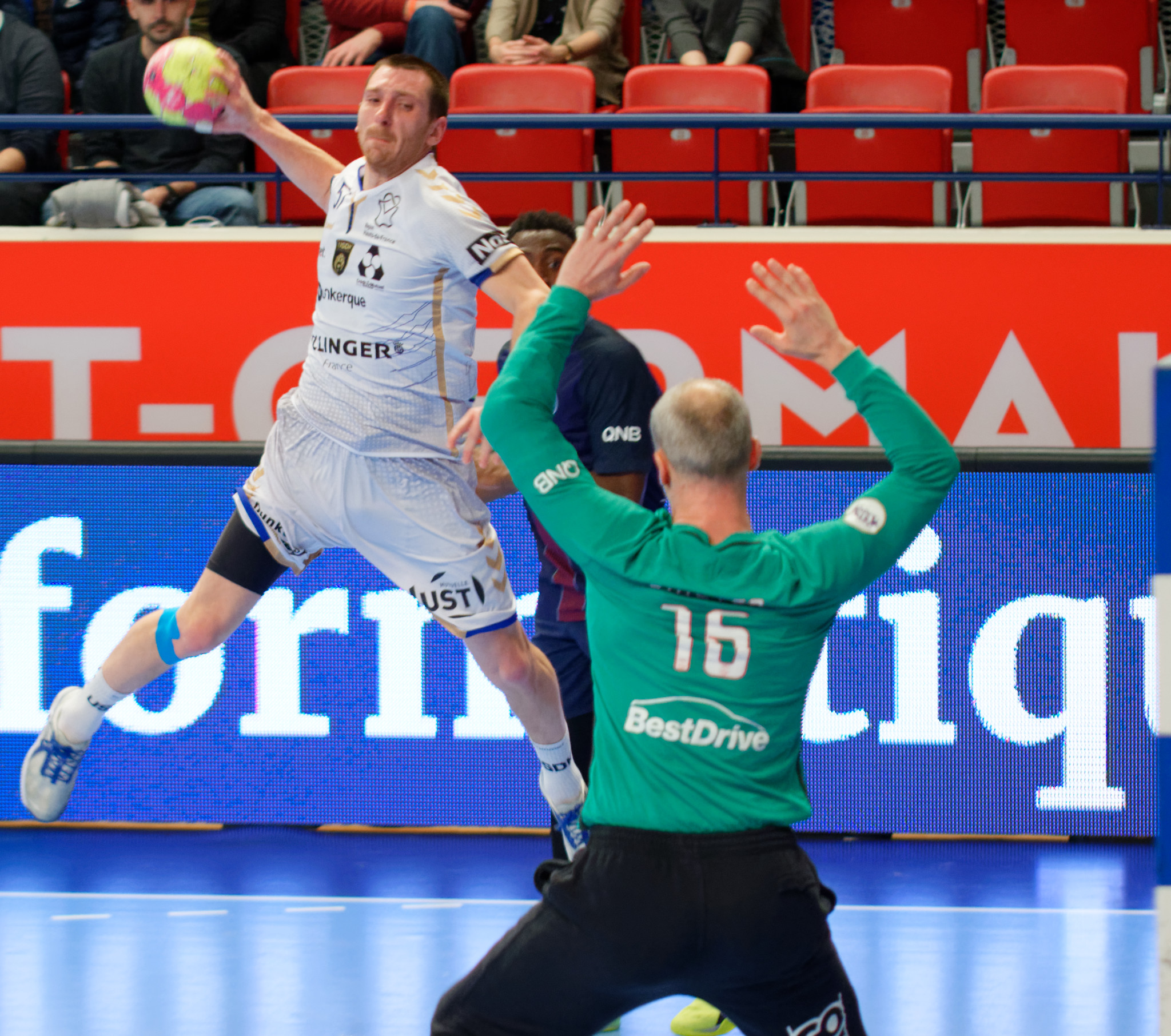
Baptiste Butto au tir face à Thierry Omeyer, le 8 mars 2017.

Baptiste Butto, né le 13 février 1987 à Algrange, est un handballeur international français évoluant au poste d'ailier gauche. Après avoir commencé sa carrière professionnelle au Sélestat Alsace Handball, c'est avec le Dunkerque Handball Grand Littoral qu'il connaît ses meilleurs résultats, remportant avec le club nordiste les 4 compétitions nationales (Championnat, Coupe de France, Coupe de la Ligue et Trophée des champions). Avec 1487 buts marqués en Championnat de France, il est le deuxième meilleur buteur de l'histoire derrière Raphaël Caucheteux.

## Biographie
Il a fait ses gammes à l'AS Algrange handball, club situé près de Thionville, avant de s'en aller vers Metz pour évoluer au Stade Messin EC aux côtés de Vincent Gérard en D2. En 2004, il rejoint l'équipe réserve du Sélestat Alsace handball et marque son premier but en D1 le 26 février 2005, à tout juste 18 ans. Il passe professionnel la saison suivante et évolue pendant 4 saisons à Sélestat
En 2009, il signe à Dunkerque Handball Grand Littoral, ce qui marque un tremplin dans sa carrière. Ainsi, le 21 mai 2011, il remporte avec Dunkerque la coupe de France en battant Chambéry Savoie Handball aux tirs au but. Ce premier titre remporté par le club nordiste sera suivi de deux autres, le Trophée des champions 2012 et la Coupe de la Ligue 2012-2013.
Après avoir évolué en sélection nationale française jeunes puis junior, il est appelé par Claude Onesta en décembre 2011 pour préparer l'Euro 2012 avec l'Équipe de France en suppléant Michaël Guigou, en en convalescence. Il ne jouera finalement aucun match sous le maillot bleu.
Lors de la dernière journée du Championnat de France 2012-2013, il marque à 4 secondes de la fin du match le but permettant de battre Saint-Raphaël (25-26), et ainsi de finir vice-champion de France avec un point d'avance sur le Montpellier AHB.
En 2015, il prend en charge l’équipe -15 garçons au club de Dunkerque qu’il va coacher jusqu’en 2019 et avec qui il va remporter le championnat -18 région excellence après une finale dantesque face à Hersin-Coupigny.
Lors de la saison 2020-2021, pour sa douzième et dernière saison au club, il est écarté du groupe dunkerquois à mi-décembre puis définitivement début janvier.
Après un an et demi sans jouer, il signe à l'été 2022 pour le club du Valence Handball, repéché en Proligue (D2).

## Palmarès

### Club
Compétitions nationales
- Vainqueur du Championnat de France (1) : 2013-2014
  - Vice-champion en 2013
- Vainqueur de la Coupe de France (1) : 2011
- Vainqueur de la Coupe de la Ligue (1) : 2013
- Vainqueur du Trophée des champions (1) : 2012
  - Finaliste en 2013

Compétitions internationales
- Finaliste de la Coupe de l'EHF (C3) en 2012

### Distinctions individuelles
- Meilleur buteur du Championnat de France 2010-2011 avec 178 buts
- Meilleur buteur de la Coupe de l'EHF 2011-2012 avec 57 buts